# 横山琉人
横山 琉人（よこやま りゅうと、2003年1月8日 - ）は日本中央競馬会 (JRA) ・美浦トレーニングセンターに所属する騎手。相沢郁厩舎所属。父は元騎手の横山義行。

## 来歴
障害競走で数々の記録を打ち立てた騎手、横山義行の次男として生まれる。2007年の中山大障害で、父が手綱を取ったメルシーエイタイムが勝利とともに横山義行のJRA通算200勝を達成するシーンを現地で観戦し、目に焼き付けたという。「小さい頃から父のレースを見て、障害って格好いいと思ってきた。いつか自分も」と心を躍らせて、騎手を目指す。小3時に乗馬を始め、小5からは美浦トレセンの乗馬苑に入る。ケガの影響で引退した父の引き留めもあったものの情熱が冷めることはなく、そのまま競馬の世界へ飛び込んだ。
2018年、JRA競馬学校に第37期生として入学。2021年に卒業し相沢郁厩舎所属で騎手としてデビュー。「いつか中山大障害を勝ちたい」と話し、同期とは異なる夢を抱く。大好きな馬も父が主戦を務め、中山グランドジャンプを連覇するなど障害界で一時代を築いたゴーカイで、現役時代にはまだ生まれてはいなかったにもかかわらず、残された動画などを何度も見て好きになったと話す。相沢からは「減量があるうちは平地で技術を磨きなさい」と言われているが「平地、障害の両方でG1を取れたら最高」と語る。
2021年、3月6日中山1Rにオリエンタルメラクに騎乗しての初出走は14着。同年4月10日、中山1Rでノアファンタジーに騎乗し1着となり初勝利。デビューから25戦目、新人8人の中で7番目の初勝利だった。
2023年、ヤングジョッキーズシリーズに出場すると、トライアルラウンドをJRA東日本所属で1位通過。ファイナルラウンドでは計69ポイントを獲得し、総合優勝を果たした。
2024年5月12日、ヴィクトリアマイルでフィールシンパシーに騎乗しGI初騎乗（12着）。同年11月13日、永野猛蔵が競馬開催期間中に通信機器を不正に使用した事案の調査過程で、横山が同年3月16日および5月25日、自身の調整ルーム入室義務期間外に、入室義務期間中の永野と通信していた事実が判明した。これらのことは、本会の騎手としてふさわしくない非行があったものと認められるため、日本中央競馬会競馬施行規程第147条第20号により、横山を2024年11月14日から同年12月13日まで、30日間の騎乗停止とした。
2025年、第1回新潟競馬で7勝を挙げ、自身初の開催リーディングを獲得した。同年6月28日、福島6Rでセイカミナミホリエに騎乗し1着となり、自厩舎の管理馬で現役87人目となるJRA通算100勝を1808戦目で達成した。

## 騎乗成績
- 年度別成績 （Netkeiba.com参照）

### 概要
|            | 日付          | 競馬場・開催  | 競走名             | 馬名               | 頭数 | 人気 | 着順 |
| ---------- | ------------- | ------------- | ------------------ | ------------------ | ---- | ---- | ---- |
| 初騎乗     | 2021年3月6日  | 2回中山3日1R  | 3歳未勝利          | オリエンタルメラク | 16頭 | 8    | 14着 |
| 初勝利     | 2021年4月10日 | 3回中山5日1R  | 3歳未勝利          | ノアファンタジー   | 16頭 | 1    | 1着  |
| 重賞初騎乗 | 2022年1月30日 | 1回東京2日11R | 根岸S              | トップウイナー     | 16頭 | 16   | 15着 |
| GI初騎乗   | 2024年5月12日 | 2回東京8日11R | ヴィクトリアマイル | フィールシンパシー | 15頭 | 10   | 12着 |